# 이영선 (경제학자)
이영선(李榮善, 1947년 8월 26일~)은 대한민국의 경제학자, 대학교수, 교육자이다. 제7대 한림대학교 총장을 역임하였다.

## 학력
- 대광고등학교
- 서울대학교 경제학과 경제학 학사
- 메릴랜드대학교 대학원 경제학 석사
- 메릴랜드대학교 대학원 경제학 박사

## 경력
- 1970.01 ~ 1972.07 : 한국은행 행원
- 1974.01 ~ 1976.06 : 미국 메릴랜드대학교 경제연구소 연구원
- 1976.07 ~ 1978.08 : 미국 메릴랜드대학교 경제연구소 수석연구원
- 1978.09 ~ 1981.02 : 한국국제경제연구원 수석연구원
- 1981.03 : 연세대학교 상경대학 교수
- 1990.09 ~ 1992.08 : 한국무역연구원 초빙연구원
- 1991.09 ~ 1995.08 : 연세대학교 동서문제연구원 북한센터 소장
- 1995.09 ~ 1996.02 : 연세대학교 통일연구원 부원장
- 1996.03 ~ 1998.07 : 연세대학교 통일연구원 원장
- 1996 ~ 1997 : 한국국제통상학회 회장
- 1998.08 ~ 2002.07 : 연세대학교 기획실 실장
- 2001 ~ 2003 : 한국비교경제학회 회장
- 2002.08 ~ 2004.07 : 연세대학교 국제학대학원 원장
- 2002.12 ~ 2003.12 : 한국국제경제학회 회장
- 증권선물거래소 코스닥 공시위원회 위원
- 국민경제자문회의 대외경제위원회 민간자문위원
- 2004.08 ~ 2005.07 : 국민경제자문회의 위원
- 2005 : 개성공단포럼 회장
- 2006.03 ~ 2008.02 : 연세대학교 경제학부 BK21단 단장
- 2006.05 ~ 2008.02 : 연세대학교 국가관리연구원 원장
- 2007.02 ~ 2008.02 : 한국경제학회 회장
- 2008.03 ~ 2012.03 : 제7대 한림대학교 총장
- 2012.03 ~ : 연세대학교 명예교수
- 아시아경제공동체포럼이사장
- 2012.07 ~ 2013.06 : 대학구조개혁위원장 (교육부)
- 2013.03 ~ 2014.03 : 포스코 이사회 의장
- 2013.12 ~ 2016 : 코피온 (COPION) 총재
- 2015.01 ~ 2015.07 : 대한적십자사 부총재
- 2015.07 ~ 2017.05 : 국민경제자문회의 부의장
- 2017.06 ~ 2018 : 경기도일자리재단 이사장
- 2020.12 ~ 2024.12 : 학교법인 정의학원 교육이사
- 2021.05 ~ : 통일과나눔 이사장